# Phase prodromique
En médecine, la phase prodromique est la période d'une maladie pendant laquelle un ensemble de symptômes avant-coureurs, généralement bénins, annoncent la survenue de la phase principale de cette maladie.

## Exemples
- syphilis : les syphilis primaire (chancre d'inoculation) et secondaire (éruptions cutanées) peuvent être considérées comme des phases prodromiques annonçant la survenue, plusieurs années après, de la syphilis tertiaire, avec des complications cardio-vasculaires, articulatoires, nerveuses et visuelles.
- syndrome d'irradiation aiguë : lors de l'exposition à une forte dose de rayonnements ionisants, des symptômes tels que fatigue, nausées, vomissements se manifestent dans les deux jours ; ils annoncent la survenue quelques semaines après de complications hématologiques, gastro-intestinales et/ou respiratoires graves, voire mortelles.
- SIDA : la primo-infection, difficilement diagnosticable, survient comme une phase prodromique dans les semaines suivant la contamination. Elle se manifeste de la même manière qu'une grippe ou une mononucléose (fièvre constante, asthénie, céphalées, diarrhées) et annonce la survenue, des années plus tard, de la phase chronique de la maladie.
- schizophrénie : la schizophrénie, dont la phase chronique se développe généralement chez les jeunes adultes, est précédée dans de nombreux cas d'une phase prodromique durant l'adolescence. Les symptômes avant-coureurs, difficilement diagnosticables comme tels, sont distractibilité, manque de concentration, irritabilité, anxiété, retrait social[1].